# Lauren Roberts
Lauren Roberts is een Amerikaanse fantasyauteur. Haar debuut 'Powerless' (gepubliceerd in juli 2023) werd een New York Times best-seller en verkocht binnen het jaar een miljoen exemplaren.  Powerless wordt momenteel verfilmd door Will Gluck voor productiehuis Lyrical Media.
In september 2024 telt Roberts' bibliografie 3 boeken, waaronder het eerste en tweede deel van de Powerless trilogie.
Roberts staat bekend om haar sterke band met de fanbase en de BookTok-community op TikTok en Instagram. Dit heeft ongetwijfeld mee bijgedragen aan het succes van Roberts' boeken. 